# Datong (powiat autonomiczny)
Datong (chiń. 大通回族土族自治县; pinyin Dàtōng Huízú Tǔzú Zìzhìxiàn) – powiat autonomiczny mniejszości etnicznych Hui i Tu w środkowych Chinach, w prowincji Qinghai, w prefekturze miejskiej Xining. W 1999 roku liczył 420 427 mieszkańców.